# Hagenulopsis diptera
Hagenulopsis diptera är en dagsländeart som beskrevs av Georg Ulmer 1920. Hagenulopsis diptera ingår i släktet Hagenulopsis och familjen starrdagsländor. Inga underarter finns listade i Catalogue of Life.